# Birendra Bir Bikram Shah Dev
Birendra Bir Bikram Shah Dev (nep. वीरेन्द्र वीर विक्रम शाहदेव, ur. 28 grudnia 1945 w Katmandu, zm. 1 czerwca 2001 tamże) – król Nepalu od stycznia 1972 do 1 czerwca 2001.
Przez pierwsze kilkanaście lat rządził, podobnie jak ojciec, w sposób absolutny. Zdołał utrzymać niepodległość kraju, równoważąc wpływy Indii, Chin i ZSRR. Dopiero w 1990 został zmuszony przez ruch opozycyjny do zezwolenia na działalność partii politycznych i przyjęcia konstytucji wprowadzającej system demokratyczny. W 1996 stał się celem maoistycznego powstania, dążącego do likwidacji monarchii. 1 czerwca 2001 został zastrzelony wraz z wieloma krewnymi przez swojego syna Dipendrę w pałacu królewskim.

## Odznaczenia
- Order Ojaswi Rajanya I klasy (Nepal)
- Order Gwiazdy Nepalu I klasy (Nepal Tara, Nepal)
- Order Tri Shakti Patta I klasy (Nepal)
- Order Prawego Ramienia Gurki I klasy (Gorkha Dakshina Bahu, Nepal)
- Krzyż Wielki Orderu Zasługi (1989, Chile)
- Wielki Łańcuch Orderu Makariosa III (1980, Cypr)
- Order Słonia (1989, Dania)
- Krzyż Wielki Orderu Danebroga (1989, Dania)
- Wielka Wstęga Orderu Nilu (1974, Egipt)
- Łańcuch Orderu Białej Róży (1988, Finlandia)
- Krzyż Wielki Orderu Legii Honorowej (1983, Francja)
- Łańcuch Orderu Karola III (1983, Hiszpania)
- Kawaler Krzyża Wielkiego Orderu Lwa Niderlandzkiego (1975, Holandia)
- Order Chryzantemy (1975, Japonia)
- Order Jugosłowiańskiej Gwiazdy I klasy (1974, Jugosławia)
- Krzyż Wielki Orderu Miliona Słoni i Białego Parasola (1970, Laos)
- Stopień Specjalny Krzyża Wielkiego Orderu Zasługi Republiki Federalnej Niemiec (1986, Niemcy)
- Order Pakistanu (Niszan-i-Pakistan, 1983, Pakistan)
- Order Zasługi (Niszan-i-Imtiaz, 1970, Pakistan)
- Order „Gwiazdy Socjalistycznej Republiki Rumunii” I klasy (1987, Rumunia)[2]
- Order Rajamitrabhorn (1979, Tajlandia)
- Królewski Łańcuch Wiktoriański (Wielka Brytania)